# Annette Lowman
Annette Lowman (Denver) is een Amerikaanse jazzzangeres.

## Biografie
Lowman bezocht van 1963 tot 1967 de East High School in Denver, daarna het Kentucky State College. Ze begon haar carrière in de Verenigde Staten als pop- en rhythm-and-blues-zangeres. Sinds 1980 koos ze voor de jazzmuziek. In 1983 verhuisde ze naar Parijs, waar ze tot 1998 woonde en twee jaar optrad met Memphis Slim. In Europa werd ze als partner bekend van muzikanten als Clark Terry, Steve Lacy, Horace Parlan en Claude Bolling.
Met Archie Shepp nam ze het album Lover Man (1988) op, met Klaus Weiss (en de NDR-bigband) het album A Message from Santa Claus (1995). Verder is ze te horen op albums van Les Haricots Rouges. Onder haar eigen naam bracht ze een in New York opgenomen album uit met opnamen van Stanley Turrentine en Maceo Parker. Onder de titel Brown Baby bracht ze een tributealbum uit voor Oscar Brown jr.. Verder trad Lowman op met het Hongaarse radio-symfonieorkest en werkte ze als co-auteur en vertolkster mee aan Missa ad Dominum Jesum Christum van György Vukán, opgedragen aan paus Johannes Paulus II.
In 1998 ging ze terug naar de Verenigde Staten en verhuisde ze naar Portland (Oregon). Heden treedt ze voornamelijk op met haar eigen trio met de gitarist Dan Haley en de contrabassist Tim Acott.

## Discografie
- 1992: Movies Memories met Bojan Zulfikarpašić, Jean-Jacques Milteau, Gus Nemeth, John Betsch
- 1995: Annette Lowman met Stanley Turrentine, Maceo Parker, Dick Oatts, Rodney Jones
- 1997: Brown Baby met Fred Wesley, Peter Madsen, Dwayne Dolphin, Bruce Cox

- Bibliothèque nationale de France: cb13955353s (data)
- Gemeinsame Normdatei: 135045282
- International Standard Name Identifier: 0000 0000 5698 2745
- Library of Congress Control Number: no98004992
- MusicBrainz: d2d048cc-6c00-492f-a14d-a400203b7b7d
- Virtual International Authority File: 69121812
- WorldCat: E39PBJwCWkxjkpbMWgG4Xgrwmd